# 沃索鎮區 (北卡羅萊納州杜普林縣)
沃索鎮區（英語：Warsaw Township）是位於美國北卡羅萊納州杜普林縣的一個鎮區。

## 地方資料
沃索鎮區的面積為145.30平方千米，皆為陸地。根據2020年美國人口普查的數據，當地共有人口5220人，而人口密度為每平方千米35.93人。